# Emily Diamond
Emily Diamond (Bristol, 11 giugno 1991) è una velocista britannica.

## Palmarès
| Anno                                  | Manifestazione          | Sede           | Evento        | Risultato  | Prestazione | Note                                     |
| ------------------------------------- | ----------------------- | -------------- | ------------- | ---------- | ----------- | ---------------------------------------- |
| In rappresentanza della Gran Bretagna |                         |                |               |            |             |                                          |
| 2009                                  | Europei U20             | Novi Sad       | 200 m piani   | 8ª         | 24"43       |                                          |
| 2010                                  | Mondiali U20            | Moncton        | 200 m piani   | 6ª         | 23"65       |                                          |
| 2011                                  | Europei U23             | Ostrava        | 200 m piani   | Semifinale | 23"98       |                                          |
| 2011                                  | Europei U23             | Ostrava        | 4×100 m       | Bronzo     | 44"34       |                                          |
| 2011                                  | Universiadi             | Shenzhen       | 200 m piani   | 8ª         | 23"58       |                                          |
| 2011                                  | Universiadi             | Shenzhen       | 4×100 m       | 4ª         | 44"01       |                                          |
| 2011                                  | Universiadi             | Shenzhen       | 4×400 m       | Argento    | 3'39"09     |                                          |
| 2014                                  | World Relays            | Nassau         | 4×400 m       | 7ª         | 3'28"03     |                                          |
| 2014                                  | Europei                 | Zurigo         | 4×400 m       | Bronzo     | 3'24"34     |                                          |
| 2016                                  | Europei                 | Amsterdam      | 4×400 m       | Oro        | 3'25"05     |                                          |
| 2016                                  | Giochi olimpici         | Rio de Janeiro | 400 m piani   | Semifinale | 51"49       |                                          |
| 2016                                  | Giochi olimpici         | Rio de Janeiro | 4×400 m       | Bronzo     | 3'25"88     |                                          |
| 2017                                  | World Relays            | Nassau         | 4×400 m       | 4ª         | 3'28"72     | Miglior prestazione personale stagionale |
| 2017                                  | Mondiali                | Londra         | 400 m piani   | Batteria   | 52"20       |                                          |
| 2017                                  | Mondiali                | Londra         | 4×400 m       | Argento    | 3'25"00     |                                          |
| 2018                                  | Europei                 | Berlino        | 4×400 m       | Bronzo     | 3'27"40     | [ 1 ]                                    |
| 2019                                  | World Relays            | Yokohama       | 4×400 m       | 6ª         | 3'28"96     |                                          |
| 2019                                  | Mondiali                | Doha           | 400 m piani   | Semifinale | 51"62       | Miglior prestazione personale stagionale |
| 2019                                  | Mondiali                | Doha           | 4×400 m       | 4ª         | 3'23"02     |                                          |
| 2019                                  | Mondiali                | Doha           | 4×400 m mista | 4ª         | 3'12"27     | Record europeo                           |
| 2021                                  | World Relays            | Chorzów        | 4×400 m       | Bronzo     | 3'29"27     |                                          |
| 2021                                  | World Relays            | Chorzów        | 4×400 m mista | 5º         | 3'18"87     |                                          |
| 2021                                  | Giochi olimpici         | Tokyo          | 4×400 m       | 5ª         | 3'22"59     |                                          |
| 2021                                  | Giochi olimpici         | Tokyo          | 4×400 m mista | 6º         | 3'12"07     |                                          |
| In rappresentanza dell' Inghilterra   |                         |                |               |            |             |                                          |
| 2014                                  | Giochi del Commonwealth | Glasgow        | 4×400 m       | Bronzo     | 3'27"24     |                                          |
| 2018                                  | Giochi del Commonwealth | Gold Coast     | 400 m piani   | Semifinale | 52"02       |                                          |
| 2018                                  | Giochi del Commonwealth | Gold Coast     | 4×400 m       | 4ª         | 3'27"21     |                                          |